# Haïm Michael Dov Weissmandl
Chaim Michael Dov Weissmandl, né en 1903 et mort en 1957, plus connu sous le nom de Michael Ber Weissmandl, est un rabbin et shtadlan (porte-parole de sa communauté), particulièrement actif dans les efforts qu'il a déployé durant la Shoah pour sauver les Juifs de Slovaquie de l'extermination via le réseau de résistance « Groupe de travail ». 
Il est également connu comme l'un des précurseurs du code de la Bible.

## Jeunesse
Michael Ber Weissmandl naît à Debrecen, en Hongrie, le 25 octobre 1903 (4 Heshvan 5664 dans le calendrier hébraïque), fils de Josef Weissmandl, un abbateur rituel. Sa famille est pratiquante, mais n'appartient pas à la mouvance du hassidisme. 
Quelques années plus tard, sa famille émigre à Tyrnau (aujourd'hui Trnava, Slovaquie). En 1931 il étudie à Nitra sous la supervision du Rav Shmuel Dovid Ungar, dont il épousera plus tard la fille.
Weissmandl était un chercheur et un expert du déchiffrement de manuscrits antiques. Pour effectuer ses recherches sur ces derniers, il fera une voyage à la Bodleian Library à Oxford, en Angleterre. Il sera traité avec le plus grand respect par le chef bibliothécaire de la Bodléienne, après avoir correctement identifié l'auteur d'un manuscrit qui avait été mal référencé par les chercheurs de la bibliothèque.

## Seconde Guerre mondiale et Shoah
Weissmandl, qui se trouve encore à l'Université d'Oxford le 1er septembre 1939, se porte volontaire pour se rendre en Slovaquie, en tant qu’agent d’Agoudat Israel. Les Nazis rassemblent soixante rabbins du Burgenland pour les envoyer en Tchécoslovaquie, mais on leur refuse la possibilité d'y entrer et l'Autriche ne les désire guère plus. Le rabbin Weissmandl s'envole alors vers l'Angleterre, où il est reçu par l'Archevêque de Canterbury et le Foreign Office. En expliquant la situation tragique, il finit par obtenir des visas d'entrée en Angleterre pour les soixante rabbins. 
Au cours de la seconde Guerre mondiale, le rabbin Weissmandl tentera de prévenir de nombreuses personnalités influentes, dont Winston Churchill, Franklin D. Roosevelt et le pape Pie XII, de la destruction progressive des communautés juives par les nazis. Il sera parmi les premiers à tenter de convaincre les Alliés de bombarder les rails qui menaient à Auschwitz.
Revenu à Bratislava, il dirige le Groupe de travail avec Gisi Fleischmann. Après avoir rencontré Rudolf Vrba en avril 1944 et appris que les déportations menaient aux crématoires d'Auschwitz (Rapport Vrba-Wetzler), il tente vainement de persuader les Juifs de Hongrie de résister à la déportation, car, en 1944, les Allemands ne pouvaient pas simultanément garder assez de soldats au front et s'occuper de cette tâche.

En 1944, Weissmandl et sa famille sont déportés vers Auschwitz. Le rabbin s'échappe du train scellé en sciant la serrure du chariot avec un fil d'émeris qu'il avait secrètement caché à l'intérieur d'un pain. Il saute du train en marche, se cassant la jambe dans sa chute, puis se cache dans un bunker situé en banlieue de Bratislava.
Rudolf Kastner et son associé nazi Kurt Becher exfiltrent Weissmandl de Bratislava vers la Suisse, ce qui était un acte très peu commun pour ces deux hommes. On présume que Kastner et Becher ont cherché à renforcer leurs alibis pour étayer la preuve d'une collaboration en vue de sauver les Juifs, dans l'éventualité de plus en plus sûrement prévisible d'un procès après-guerre.

### Le Groupe de Travail
Quand les nazis, aidés par des membres du gouvernement fictif slovaque, entament leurs actions contre les Juifs slovaques, en 1942, les membres du Judenrat (« Conseil juif ») slovaque créent une organisation souterraine, appelée le groupe de Travail. 
Dirigé par Gisi Fleischmann et le rabbin Weissmandl, son activité principale est de freiner au mieux la déportation des Juifs, en soudoyant des fonctionnaires allemands et slovaques. En 1942, déjà, le Groupe de Travail avait entamé avec les Allemands des négociations dont les niveaux de rançons étaient élevés. Leurs efforts permettront de retarder le « transport » de Juifs, après qu'ils se seront mis d'accord avec Dieter Wisliceny, un officiel nazi, sur une somme de 50 000 dollars.

Le Groupe de Travail était également en train de rassembler des fonds qui auraient permis à un grand nombre de Juifs d'être relâchés par les nazis : avec une fourchette située entre un et deux millions de dollars, une telle rançon aurait permis de mettre fin à la plupart des déportations vers la fin de 1942, mais les Allemands ont demandé un acompte initial de 10 %, qui n'a jamais été payé en raison d'un manque de fonds.

### Accusations de Weissmandl
Le Groupe de Travail nécessitant un approvisionnement continu de grandes sommes d'argent, ils se tournent vers les organismes juifs internationaux, par l'intermédiaire de leurs représentants en Suisse. Selon Weissmandl, trop peu d'argent avait été amassé, et trop tard, ce qu'il impute à l'indifférence de ces organismes. Il accusa plus particulièrement les organisations sionistes d'avoir refusé d'aider les Juifs, à moins qu'ils n'aillent en Palestine (une condition que les nazis étaient peu disposés à accepter).
Dans une lettre, datée du 15 mai 1944, adressée à la direction sioniste en Palestine mandataire, le rabbin Weissmandl interpelle les dirigeants sionistes, leur demandant d'entamer une action plus énergique envers le judaïsme européen, détruit méticuleusement et systématiquement par le régime nazi : « Et vous - nos frères de Palestine, de tous les pays libres, et vous ministres de tous ces pays - comment pouvez-vous demeurer muets devant ce grand meurtre ? Muets tandis que des milliers de milliers, à présent six millions de Juifs, étaient assassinés. Muets tandis que des dizaines de milliers sont encore assassinés ou en voie de l'être ? Leurs cœurs détruits vous implorent à l'aide tout en déplorant votre cruauté. Brutaux, vous êtes, et assassins aussi, à cause du sang-froid du silence dans lequel vous observez. »
Weissmandl a soutenu ses allégations en citant des lettres de mémoire. Certains historiens, tel que Yehuda Bauer, ont mis en doute l'exactitude de ces propos, mais d'autres historiens, tels que Fuchs et Kranzler, ont décidé de le croire sur parole. Certaines de ces lettres ont plus tard été retrouvées et, comparées aux propos du Rabbin Weissmandl, elles étaient très semblables, parfois en tout point[réf. nécessaire].

## Après la guerre

### Rétablissement personnel
Après la guerre, le rabbin Weissmandl immigre aux États-Unis, sans avoir pu sauver la communauté juive slovaque, en ayant perdu sa propre famille. Il semble n'avoir jamais surmonté ces deuils, même après s'être remarié et avoir eu des enfants.
Son épouse Leah Weissmandl décédera le 9 avril 2009, à l'âge de 84 ans.

### Une Yechiva américaine innovatrice
En novembre 1946, Weissmandl et son beau-frère, le rabbin Sholom Moshe Ungar, « reconstruisent » la Yeshiva (académie talmudique) de Nitra, en rassemblant les étudiants survivants à Somerville, dans le New Jersey. Avec l'aide du rabbin Shraga Feivel Mendlowitz, Weissmandl achète l'année suivante le domaine de Brewster à Mount Kisco, dans le comté de Westchester, en banlieue de la ville de New York, et dans l'État du même nom pour y déménager sa Yeshiva. Là, il y établit une communauté agricole auto-suffisante connue sous le nom de Yeshiva Farm Settlement.

Initialement mal accueillie, cette communauté sera ensuite défendue par Helen Bruce Baldwin (1907-1994) de Chappaqua, épouse Hanson W. Baldwin, correspondant militaire du New York Times et lauréat du Prix Pulitzer, impressionnée par Weissmandl à l'issue d'une réunion à l'hôtel de ville. Elle écrira aussi une lettre au rédacteur du New York Times.

Weissmandl conçut une yeshiva en conformité avec les prescriptions et récits du Talmud sur les colonies agricoles, selon lesquels un homme doit étudier la Torah sans interruption jusqu'au mariage, à la suite de quoi il travaille la terre pendant le jour et étudie en soirée. Alors que cette approche originale n'était pas entièrement réalisée, la yeshiva s'agrandit. Actuellement, l'établissement est connu en tant que communauté de Nitra.

## Œuvres
Deux livres de Weissmandl ont été publiés après sa mort :
- Toras Chemed (Mt. Kisco, 1958) est un livre d'écrits religieux qui comprend de nombreux commentaires et homélies, ainsi que l'herméneutique d'un document de la nature kabbalistique. C'est dans ce livre qu'il inclut les observations qui ont conduit à ce que l'on appelle les Codes de la Torah. 
Étudiant, Weissmandl recopiait de nombreux extraits de la Torah sur des grilles de dix caractères sur dix grilles, et remarqua ainsi des messages qui pouvaient être lus en lisant un caractère sur 3, sur 5, sur 10, etc. Ce procédé, appelé dilouggim, semble avoir été connu dès le Moyen Âge au moins[réf. nécessaire], mais les grilles ainsi arrangées en permettent l'étude par informatique, à l'origine de la controverse sur les codes de la Bible, depuis les années 1980.
- Min HaMetzar (Du plus profond du détroit, d'après Psaume 118:5, Jérusalem, 1960) est un livre qui décrit les expériences du rabbin Weissmandl durant la guerre. C'est dans ce livre principalement qu'on peut trouver les accusations de Weissmandl envers les organisations sionistes.

En 1958 est republié le magnum opus du rabbin Jonah Teomim-Frankel, Kikayon D'Yonah avec les notes et commentaires de Weissmandl. Dans l'introduction à ce volume, le rabbin Weissmandl donne une leçon d'histoire d'un point de vue émotionnel.